# Vankya heufleri
Vankya heufleri är en svampart som först beskrevs av Karl Wilhelm Gottlieb Leopold Fuckel, och fick sitt nu gällande namn av Ershad 2000. Vankya heufleri ingår i släktet Vankya och familjen Urocystidaceae.   Inga underarter finns listade i Catalogue of Life.